# Anssi Paasi
Anssi Ilmari Paasi, född 14 september 1955 i Kajana, är en finländsk  geograf.
Paasi blev filosofie doktor 1986. Han började sin akademiska karriär vid Joensuu universitet och är sedan 1990 professor i geografi vid Uleåborgs universitet. År 2001 utnämndes han till ledamot av Finska Vetenskapsakademien.
Som forskare har Paasi ägnat sig åt regionalt bunden identitet hos individer och folkgrupper samt konstruktionen av regioner från gränsdragning till medvetenhet hos befolkningen och den omgivande världen. Den internationellt mest citerade av hans publikationer är Territories, boundaries and consciousness. The changing geographies of the Finnish-Russian border, som utkom 1996 på ett amerikanskt förlag.